# Phytomyza nigritula
Phytomyza nigritula is een vliegensoort uit de familie van de mineervliegen (Agromyzidae). De wetenschappelijke naam van de soort is voor het eerst geldig gepubliceerd in 1838 door Johan Wilhelm Zetterstedt.